# Josep Clara i Resplandis
Josep Clara i Resplandis (Girona, Gironès, 1949) és un historiador i professor universitari català.
Professor d'història contemporània a la Universitat de Girona, és membre de la Reial Acadèmia de la Història. Va cursar els seus estudis a l'Escola Normal de Girona, al Col·legi Universitari de Girona i a la Universitat Autònoma de Barcelona, on es va llicenciar i doctorar en Filosofia i Lletres, secció Història, els anys 1976 i 1982, respectivament. Ha format part de la redacció de Presència i de la Revista de Girona. La seva recerca s'ha dirigit cap a la història política i social del sexenni democràtic, la Segona República espanyola i el franquisme, sobretot en l’àmbit gironí. De la seva abundant producció bibliogràfica, de més d’una quarantena de llibres de la seva especialitat, destaquen.

## Publicacions[1]
- Els aixecaments federals de 1869 a Girona (1973)
- Les eleccions municipals de 1931 a Girona (1975)
- El personal polític de l’Ajuntament de Girona (1917-1987) (1987)
- Els fills de la llum. Els francmaçons de les comarques gironines (1811-1987) (1988)
- Girona sota el franquisme (1939-1976) (1991)
- El Partit únic. La Falange i el Movimiento a Girona (1935-1977) (1999)
- Girona, 1939: quatre sentències de mort (2001)
- Ramon Vila, Caracremada, el darrer maqui català (2002)
- Nazis a la frontera dels Pirineus Orientals (1942-1944) (2017)[4]